# Linterna Verde
Los Linterna Verde (Green Lanterns) son un grupo de superhéroes del universo de DC Comics, quienes son miembros del Green Lantern Corps, una organización intergaláctica encargada de mantener la paz y el orden en el universo. Los miembros del Green Lantern Corps son elegidos de entre las especies más diversas y valientes del cosmos, y su poder proviene de los anillos de poder, dispositivos que les otorgan habilidades extraordinarias basadas en la fuerza de voluntad de su portador.
Cada Green Lantern lleva un anillo de poder que le permite crear constructos sólidos de energía, volar, protegerse con una barrera de energía, y realizar otras hazañas, todo a través del control de la voluntad de su portador. El anillo se recarga mediante una Batería Central ubicada en el planeta Oa, sede del Green Lantern Corps. La fuerza de voluntad es esencial para el uso del anillo, ya que solo aquellos que tienen una voluntad poderosa y sin miedo son elegidos para portar el anillo.
El líder del Green Lantern Corps es conocido como el Guardian del Universo, y la organización está regida por estos seres inmortales, quienes supervisan a los Linternas Verdes. A lo largo de los años, varios héroes de la Tierra han sido miembros destacados de este cuerpo, entre ellos Alan Scott que fue el primer Linterna Verde,seguidos de Hal Jordan, John Stewart, Guy Gardner y Kyle Rayner, quienes han defendido el universo de amenazas cósmicas, enfrentándose a enemigos poderosos y protegiendo el equilibrio en múltiples sectores del espacio.

El Green Lantern Corps ha jugado un papel central en muchas de las historias del universo DC, siendo una de las agrupaciones más antiguas y poderosas en la lucha contra el crimen y el mal intergaláctico.

## Historia de publicación
Tras la Segunda Guerra Mundial, cuando las ventas de los cómics de superhéroes en general se vieron disminuidas, DC canceló el título de Green Lantern tras su número 38 (mayo–junio de 1949), y Alan Scott hizo su última aparición en All Star Comics #57 (1951). Cuando los superhéroes se volvieron a poner de moda en décadas posteriores, Alan Scott fue recuperado como Linterna Verde. Inicialmente, haciendo apariciones estelares en cómics de otros superhéroes, pero a la larga recibió un papel regular en cómics donde la Sociedad de la Justicia hacía aparición. Nunca volvería a tener una serie propia.
En 1959, al comienzo de la Edad de plata de los cómics y siguiendo el exitoso renacimiento de Flash tras el Showcase #4 en octubre de 1956, el editor de DC Julius Schwartz asignó al escritor John Broome y al artista Gil Kane la tarea de revivir el personaje de Linterna Verde. Esta nueva encarnación del personaje fue introducida en Showcase #22 (septiembre–octubre de 1959) como el piloto de pruebas Hal Jordan, que se convertiría en miembro fundador de la Liga de la Justicia.
En 1970, el escritor Denny O'Neil y el artista Neal Adams desarrollaron una serie de galardonadas historias de carácter innovador y socialmente conscientes bajo el título de Green Lantern/Green Arrow. En ellas se enfrentaban las sensibilidades de Flecha Verde con la orientación hacia la ley y el orden de Linterna Verde.
Varias series con temas más cósmicos le siguieron, al igual que nuevos individuos que de forma ocasional o permanente han asumido la identidad de Linterna Verde. Entre ellos se encuentran: John Stewart, Guy Gardner, Kyle Rayner, Simon Baz y Jessica Cruz.
Alan Scott y su hija Jade han sido miembros de la Sociedad de la Justicia de América mientras que el resto de los Linternas Verdes de la Tierra han formado parte de alguna de las encarnaciones de la Liga de la Justicia. John Stewart apareció en las series animadas Liga de la Justicia y Liga de la Justicia Ilimitada. Existe un aparente vínculo entre diferentes encarnaciones de los Linternas Verdes y los Flashes. Las amistades más notables han estado entre Alan Scott y Jay Garrick (el Linterna Verde de la Edad de Oro y el primer Flash), Hal Jordan y Barry Allen (el Linterna Verde de la Edad de Plata y el segundo Flash) y finalmente Kyle Rayner y Wally West (el Linterna Verde de la Edad Moderna y el tercer Flash).

## Características

### Historia ficticia
En el centro del Universo DC existe un planeta llamado Oa, hogar de los Guardianes del Universo. Estos poderosos e inmortales seres de piel azul fueron la primera raza en aparecer en el universo y una de sus primeras acciones fue encerrar la mayor parte de la magia del universo en algo llamado el Corazón estelar, que obtuvo conciencia propia y escapó. Durante su escape, un fragmento de sí mismo se separó, vagando por el espacio durante milenios hasta que colisionó con la Tierra. Después de ser poseído por varias personas a través de los años, acabó en forma de una linterna en manos de Alan Scott después de un accidente en tren.
Los Guardianes entiende al universo como un lugar donde reina el caos y deciden ponerle control creando un grupo de androides llamado Manhunters. Estos se rebelan y son reemplazados por seres de distintas galaxias, los Green Lantern Corps.

### Uniforme
Los Linternas Verdes, miembros del Green Lantern Corps, llevan generalmente un disfraz de color verde con partes negras o gris oscura (dependiendo de etapas) y a veces blancas. Una curiosidad del uniforme es que el símbolo del pecho se alza unos centímetros por encima de la superficie del traje en un constructo de luz. Son una manifestación de la energía del anillo, diseñada para ofrecer protección, agilidad y un aspecto distintivo que simboliza el poder de la voluntad y la pertenencia al Green Lantern Corps. Algunas de las características más destacadas de estos trajes son:
- Color: Los trajes de los Linternas Verdes son predominantemente de color verde, reflejando la luz de la voluntad y la conexión con el poder del anillo. El tono verde puede variar ligeramente dependiendo de la versión del personaje o de la adaptación, pero siempre mantiene esa característica como un elemento esencial.
- Símbolo: El traje siempre lleva el símbolo de la Linterna Verde, un círculo blanco con una lámpara o linterna dentro de él, ubicado generalmente en el pecho o en el centro del torso. Este símbolo es un emblema que representa el poder del anillo y la pertenencia al Green Lantern Corps.
- Material: Los trajes de los Linternas Verdes no son ropa convencional, sino que parecen ser generados por el anillo de poder. El anillo crea el traje de energía de manera instantánea y puede moldearlo o modificarlo según sea necesario. Aunque su apariencia es similar a un traje de cuerpo entero, en realidad es una manifestación de la energía controlada por la voluntad del portador.
- Función de protección: Aunque los trajes no son hechos de materiales físicos tradicionales, actúan como una capa de protección contraataques, absorbiendo impactos y proporcionando resistencia frente a peligros. La energía del anillo crea una barrera protectora que también puede envolver al portador.
- Sin costuras ni detalles: Los trajes de los Linternas Verdes suelen ser sencillos, sin costuras ni detalles complejos. Esto resalta el hecho de que son generados a partir de la energía del anillo. Pueden variar en detalles según el portador, pero generalmente mantienen un diseño aerodinámico y minimalista.
- Guantes y botas: Los trajes incluyen guantes y botas que, al igual que el resto del traje, son generados por el anillo. Los guantes a menudo están diseñados para reflejar la forma de un guante de batalla, mientras que las botas tienen un diseño práctico para el combate.
- Ajuste al portador: El traje se ajusta perfectamente al cuerpo del portador, adaptándose a su morfología. No importa el tamaño o forma del Linterna Verde; el anillo se encarga de generar un traje perfectamente ajustado y funcional.
- Personalización: En algunas versiones, los trajes de los Linternas Verdes pueden mostrar variaciones basadas en las preferencias del portador. Por ejemplo, algunos portadores pueden modificar el diseño del traje o incluir detalles adicionales, pero el esquema básico de verde con el símbolo de la linterna permanece constante.

Alan Scott, el Linterna Verde la Edad de Oro, no pertenecía a los Green Lantern Corps y por tanto su traje no guarda relación con el esquema general de su uniforme. Este está formado de: camisa roja, pantalones verdes, botas rojas con cintas amarillas, antifaz y capa púrpuras. El Alan Scott del Nuevo 52 lleva un uniforme más parecido al de los Green Lantern Corps aunque solo usa tonos de verde.

### Juramento de los Linternas Verdes
El juramento de los Linternas Verdes es pronunciado por estos cuando cargan su anillo con la batería personal de poder. El juramento ha tenido diferentes versiones a través del tiempo.

La primera versión, traducida al español, es la siguiente:
En el día más brillante, en la noche más oscura, ningún mal escapará de mi vista! Que aquellos que veneran el poder del mal, se cuiden de mi poder... ¡la luz Linterna Verde!
Después de las luchas contra el apartheid en los Estados Unidos, en la década de 1970 la palabra «blackest» (más negra) fue cambiada por «darkest» (más oscura) para evitar herir sensibilidades o se interprete como una frase racista pero la nueva versión no fue usada en la película de 2011.[cita requerida] Su versión traducida al español, es la siguiente:
| En Hispanoamérica (Editorial Vid) | En España |
| --- | --- |
| Ni en el día más luminoso, ni en la noche más tenebrosa, el mal no escapará de mi acoso. Aquellos que confían al mal su suerte que teman mi poder: ¡la luz de Linterna Verde! | En el día más brillante, en la noche más oscura, ningún mal escapará de mi vigía. Que aquellos que adoran el poder del mal teman mi poder: ¡la luz de Linterna Verde! |

En la serie de animación de la Liga de la Justicia, en el episodio «La noche más oscura», John Stewart pronuncia el juramento de la siguiente manera:
En el día más claro, en la noche más oscura, la maldad no escapará a mi vista! Que aquellos que realizan la labor del mal, teman a mi poder... ¡la luz de Linterna Verde!
Los Linternas Alfa son una especie de unidad asuntos internos para corregir los malos comportamientos de los Linternas Verdes, que tienen su propio juramento:
| En inglés | En español |
| --- | --- |
| In days of peace, in nights of war, obey the laws forever more. Misconduct must be answered for, swear us the chosen: the Alpha Corps! | En días de paz, en noches de guerra, obedeced siempre las leyes. Los delitos deben responder, ante los elegidos: ¡el Cuerpo Alfa! |

En la película animada de 2009 Green Lantern: First Flight el juramento aparece de la siguiente manera:
| En Hispanoamérica | En España |
| --- | --- |
| A la luz del día, o en la oscuridad, ningún crimen de mi vista escapará a todos aquellos que adoran el mal, mi linterna verde: ¡Con su luz destruirá! | En el día más brillante, en la noche más oscura, no habrá un malvado que de mi energía escapará, que todos aquellos que sirvan al mal, teman siempre mi poder, la luz verde que les cegara. |

La película de 2011 muestra el juramento en español de las siguientes dos formas:
| En diálogo | En los subtítulos |
| --- | --- |
| En el día más brillante, en la noche más oscura, ningún mal podrá escapar de mi vista, que aquellos que veneran el poder del mal, teman a mi poder...¡La luz de la linterna verde! | En el día más brillante, en la noche más oscura, La maldad nunca podrá ocultarse de mi. Que aquellos que adoren el mal, se guarden de mi poder: ¡La luz de la linterna verde! |

En la película animada Lego DC Comics Super Heroes: Justice League – Cosmic Clash de 2016, el juramento es dicho de la siguiente manera:
En el día más brillante, en la noche más oscura, ningún crimen de mi vista escapará Aquellos que adoren el poder del mal, se cuiden de mi poder... la luz de la Linterna Verde!

### Linternas Verdes destacados

#### Alan Scott
Este personaje viajaba en un tren que se accidentó, matando a todos sus tripulantes excepto a él, debido a una linterna que encontró. Al entender que la linterna era un artefacto mágico, Alan creó un anillo y se hizo de un uniforme con una capa, dándose a conocer como el primer Linterna Verde de la Tierra cuyas aventuras transcurrieron durante la década de 1940 y 1950. En ese periodo fue miembro fundador de la Sociedad de la Justicia de América y nunca tuvo conocimiento de los Guardianes del Universo ni de los Green Lantern Corps.
| If I must fight evil beings, I must make myself a dreaded figure! I must have a costume that is so bizarre that once I am seen I will never be forgotten. Finger, Bill (1940). All-Star Comics (en inglés) 16. USA: DC Comics. | Si he de enfrentarme a seres malvados, ¡debo convertirme a mí mismo en una imagen temida! Necesito un disfraz tan estrambótico que una vez sea visto nunca seré olvidado |

Como parte de la iniciativa editorial The New 52, Alan Scott apareció en Earth 2 #1 (julio de 2012) como el millonario dueño de GBC productions y en el siguiente número, Earth 2 #2 (agosto de 2012), se revela su homosexualidad, creando cierta controversia entre los fanes del personaje.

#### Hal Jordan
Hal Jordan fue el primer habitante de la Tierra en ingresar a los Green Lantern Corps. En 1959 era piloto de pruebas de la empresa aeronáutica Ferris, hasta que recibió el anillo de poder y su batería por parte de un alienígena moribundo llamado Abin Sur. Cuando la nave de Abin Sur se estrelló en la Tierra, usó su anillo para buscar al individuo más cercano con una gran voluntad para sobreponerse al miedo y así lo reemplace en su labor como Green Lantern.
Durante su periodo como Linterna Verde, Jordan se vuelve miembro de los Green Lantern Corps asignado al Sector Espacial 2814. Más tarde, después de una serie de tragedias personales, se convierte en el villano Parallax, y una vez vez que es derrotado, asume el manto del Espectro. Durante el evento Crisis de identidad Hal Jordan revive libre de la entidad que lo transformó en Parallax y continua su labor como Linterna Verde.

#### Guy Gardner
Un maestro de escuela que también había sido seleccionado por el anillo de Abin Sur como su posible sucesor, pero se decidió por Hal Jordan por estar más cerca. Durante Crisis on Infinite Earths le es ofrecido un anillo, pero debe devolverlo después de un conflicto con Jordan. Después consigue el anillo amarillo de Sinestro, con el que se queda hasta Hora Cero, durante este evento descubre que tiene el poder de transformar su cuerpo en cualquier arma, adoptando entonces el sobrenombre Warrior (Guerrero).
En Green Lantern: Renacimiento recupera el anillo de los Linternas Verdes y junto con Kilowog y Kyle Rayner comienza a viajar a través del universo reclutando nuevos Linternas Verdes para revivir a los Green Lantern Corps.

#### John Stewart
Un arquitecto y Marine de los Estados Unidos veterano originario de Detroit, Míchigan, fue seleccionado por los Guardianes como un Linterna Verde de respaldo para Hal Jordan, durante el periodo de que el respaldo anterior, Guy Gardner, se encontraba en coma. En un principio no deseaba ser Linterna Verde, hasta que Jordan se retiró en 1980 y fue nombrado su sucesor. Recibió entrenamiento por parte Katma Tui, una Linterna Verde del planeta Korugar, con quien después se casó.
Durante sus periodo como Linterna Verde, no pudo evitar la destrucción del planeta Xanshi y su esposa fue asesinada. Cuando se desintegran los Green Lantern Corps, se une a los Darkstars.

#### Kyle Rayner
Kyle Rayner era talentoso artista independiente, aficionado al manga, hasta que el único sobreviviente de los Guardianes del Universo, Ganthet le dio el último anillo de poder. Rayner, a diferencia de los demás Linternas Verdes, fue elegido únicamente porque la urgencia de encontrar un portador del anillo de poder y se caracteriza por crear constructos ingeniosos e inusuales con este.
Más tarde, Rayner se convierte temporalmente en la entidad casi omnipotente Corazón Estelar y tras el regreso de Hal Jordan a la vida, continúa como miembro de los Green Lantern Corps

#### Simon Baz
Simon Baz aparece por primera en vol. 5 de Linterna Verde, como el primer superhéroe DC Comics con ascendencia árabe. Es un libanés-estadounidense originario de Detroit que vivió los atentados del 11 de septiembre de 2001 y que vive con su familia los problemas cotidianos del rechazo racial y problemáticas del pueblo musulmán en Estados Unidos. Es accidentalmente acusado de terrorismo al robar una furgoneta sin saber que lleva una bomba dentro y, mientras es interrogado por la policía, es seleccionado por el anillo de Sinestro para ser el nuevo Linterna Verde del sector 2814.

#### Jessica Cruz
Jessica Cruz y sus amigos están en un viaje de caza cuando se topan accidentalmente con dos hombres que están enterrando un cuerpo. Los hombres asesinan brutalmente a los amigos de Cruz, que escapar pero queda traumatizada. El Anillo de Volthoom, alimentado por miedo y abandonado por Power Ring después de su muerte, localiza a Cruz y la hace su portadora. Después de demostrar su coraje en una batalla en la tierra, es elegida por un anillo de Linterna Verde.

#### Kilowog
Kilowog es originario del planeta Bolovax Vik y como Linterna Verde del sector 674 está a cargo de entrenar a los nuevos miembros de los Green Lantern Corps. Fue uno de los Linternas Verdes asesinados por Hal Jordan como Parallax. Vuelve a la vida como resultado de magia negra alienígena y la extraña vida después de la muerte de los nativos de su planeta. Desde entonces, junto con Guy Gardner y Kyle Rayner, se dedica a reclutar y entrenar a nuevos miembros de los Green Lantern Corps.

#### Thaal Sinestro
Véase: Sinestro
Sinestro Antes fue conocido como el mejor de los Linternas Verdes, fue mentor de Hal Jordan cuando éste era aún un novato, Hal descubre que Sinestro era un Linterna Verde sumamente severo en su planeta natal Korugar, imponiendo orden con mano de hierro, al enterarse de esto los guardiandes deciden expulsarlo del Green Lantern Corps, para más tarde convertirse en líder de su propio cuerpo de Linternas Amarillas los Sinestro Corps y uno de los villanos más importantes para Hal Jordan y el cuerpo de Linternas Verdes.

#### Keli Quintela
Keli Quintela, conocida como Teen Lantern, es una niña de once años nacida en La Paz, Bolivia, que reprogramó un guantelete para acceder y utilizar los poderes de una Batería de Poder de los Linternas Verdes sin el consentimiento del Cuerpo de Linternas Verdes. Es miembro de Justicia Joven, un equipo de jóvenes héroes dedicados a luchar contra el mal.

#### Sojourner «Jo» Mullein
Creada por la autora ganadora del premio Hugo N. K. Jemisin, con ilustraciones de Jamal Campbell, Soujourner «Jo» Mullein es la primera mujer negra Linterna Verde. Apareció por primera vez como protagonista de la serie Far Sector del sello Young Animal. Como integrante de los Green Lantern Corps, se le asigna un sector tan alejado de Oa que no está segura de que esté numerado, y se refiere a él simplemente como el Sector Lejano.

#### Tai Pham
Tai Pham es un niño al que se le otorgaron los poderes de Linterna Verde tras la muerte de Kim Tran. Es uno de los Linternas Verdes más jóvenes, con 13 años de edad, y uno de los únicos Linternas Verdes de segunda generación de la historia.

#### Charlie Vicker
Charles «Charlie» Vicker, un Linterna Verde poco conocido, apareció por primera vez en Green Lantern n.º 55 (de septiembre de 1967) en la historia «Cosmic enemy number one», escrita por John Broome y dibujada por Gil Kane.

### Enemigos más conocidos
Algunos de los archienemigos de los Linternas Verdes son: Sinestro, Héctor Hammond, Krona, Manhunters, Parallax, Star Sapphire, Tattooed Man, Fatality, Sinestro Corps, Red Lantern Corps.

## Arcos narrativo
Los principales arcos narrativos protagonizados por Linterna Verde son, en orden cronológico de publicación:
- Amanecer Esmeralda

- Crepúsculo Esmeralda

- Hora Cero

- Noche Final

- Caballeros Esmeralda

- Día del Juicio

- Linterna Verde: Renacimiento[12]

- Green Lantern Corps: Recarga

- Green Lantern Corps: Ser un Lantern

- Green Lantern Corps: El Lado Oscuro del Verde

- Green Lantern Corps: La Guerra de los Sinestro Corps

- Green Lantern: La Noche más Oscura

- Green Lantern: El Día más Brillante

- La Guerra de los Green Lanterns

- La Ascensión del Tercer ejército

- La Ira del Primer Lantern

- Green Lantern: Apagón

- Green Lantern: Divinidad

## Apariciones en otros medios

### Cine
- La película Linterna Verde fue estrenada en 2011, dirigida por Martin Campbell y protagonizada por Ryan Reynolds. La película trata sobre la manera en que Hal Jordan consigue el anillo de poder y se convierte en miembro de los Green Lantern Corps.

- En 2014 el personaje apareció en la película animada por computadora The Lego Movie con la voz de Jonah Hill.

- Los personajes de Linterna Verde han aparecido como protagonistas en las películas lanzadas directamente a video Green Lantern: First Flight (2009), Green Lantern: Emerald Knights (2011) y Green Lantern: Beware My Power (2022).

### Televisión
- Hal Jordan tuvo un par de apariciones menores en la serie animada Súper Amigos (1973-1986).

- Kyle Rayner, Sinestro, Abin Sur y los Guardianes aparecen en el episodio «In Brightest Day» de Superman: la serie animada (1999).
- Un Linterna Verde, llamado Kai-Ro, aparece en el episodio «The Call» de Batman del futuro (2000).

- En las series animadas Liga de la Justicia (2001-2004) y Liga de la Justicia Ilimitada (2004-2006) John Stewart aparece como un miembro fundador de la Liga de la Justicia. Otras apariciones de Linternas Verde en estas series fueron en el episodio «Corazones y mentes parte II» de Liga de la Justicia, en donde aparece Katma Tui, «Más allá parte I», donde aparecen Kyle Rayner, Kilowog y Katma Tui; mientras que Kyle Rayner aparece en el episodio «El Regreso» de Liga de la Justicia Ilimitada, y Hal Jordan en el episodio «El Pasado y el Futuro parte II».

- En el capítulo «Green Loontern» de la serie animada Duck Dodgers (2003), el Pato Lucas tiene un accidente en la lavandería, donde cambia accidentalmente de traje con Hal Jordan y se convierte en un Linterna Verde.

- Alan Scott tiene una pequeña aparición en la película para televisión Smallville: Absolute Justice (2010), en una fotografía y en una pintura con la Sociedad de la Justicia.
- Hal Jordan aparece como uno de los protagonistas de Linterna Verde: la serie animada (2012), junto con Kilowog, el Linterna Roja Razer y Aya, la inteligencia artificial de la nave Interceptor.